# Sipapoantha ostrina
Genre
Espèce
Classification APG IV (2016)
Sipapoantha ostrina est une espèce de plantes à fleurs du genre monotypique Sipapoantha, endémique du Venezuela.